# Anne Dorval
Anne Dorval (Rouyn-Noranda, 8 de novembro de 1960) é uma atriz e cantora franco-canadense. Tornou-se conhecida por protagonizar os filmes de Xavier Dolan, J'ai tué ma mère, Heartbeats, Laurence Anyways e Mommy. Além disso, venceu dois prêmios Gémeaux.

## Filmografia

### Televisão
- Virginie (1996) - Lucie Chabot
- Les Parent (2008) - Natalie Rivard

### Cinema
- Montréal vu par... (1991) - Sarah
- J'ai tué ma mère (2009) - Chantale Lemming
- Heartbeats (2010) - Désirée
- Laurence Anyways (2012) - Marthe Delteuil
- Mommy (2014) - Diane 'Die' Després